# Неаполітанська республіка (1647–1648)
Перша Неаполітанська республіка (італ. Repubblica napoletana) — республіка, заснована в Неаполі в жовтні 1647 року після народного повстання, ініційованого Мазанієлло та Джуліо Дженуано проти режиму іспанського віцекоролівства. Цей короткий епізод, що тривав менш як рік, відбувався в європейському контексті Тридцятилітньої війни та тогочасного франко-іспанського суперництва.

## Історія